# 濮阳公主
濮阳公主，後封濮陽大長公主，唐顺宗女（《公主传》漏载），生母不详。古有墓碑，由著名书法家柳公权撰并书，立于大中九年（855年），今不传。